# Bienertia
Bienertia, biljni rod iz porodice štirovki smješten u vlastiti tribus Bienertieae, dio potporodice Suaedoideae.
Rod je raširen od europske Rusije, male Azije i Arapskog poluotoka na istok do Kine (Gansu) i Mongolije. Postoje četiri vrste od kojih su dvije iranski endemi.

## Vrste
1. Bienertia cycloptera Bunge
2. Bienertia kavirense Akhani
3. Bienertia przewalskii (Bunge) G.L.Chu
4. Bienertia sinuspersici Akhani